# Belvosia frontalis
Belvosia frontalis är en tvåvingeart som beskrevs av Aldrich 1928. Belvosia frontalis ingår i släktet Belvosia och familjen parasitflugor. Inga underarter finns listade i Catalogue of Life.